# デジタル権
デジタル権（デジタルけん、英: digital rights）の用語は、個人がデジタルメディアをアクセス、利用、創作、並びに出版、もしくはコンピュータ、その他の電子機器ないし通信網へのアクセスと利用を許すところの人権を表す。
主にインターネットの、新しいデジタル技術の文脈の中で、プライバシーや表現の自由のような、存在する権利の保護と実現にこの用語は特に関係する。
インターネットへアクセスする権利は、一部の国の法律で権利として認められている。

## 人権とインターネット
多くの人権はインターネットに関する関連として同一視され続けてきた。これらは表現の自由、データの保護とプライバシー、並びに結社の自由を含む。さらに、教育を受ける権利と複言語主義（英: multilingualism）、消費者保護、並びに文明権の文脈の中での構築することの権限もまた同一視され続けてきた。
インターネットはグローバルな公共財産である。それは全員にアクセスされ得るべきである。そして他の権利にうやうやしいべきである、と有力なイエズス会の雑誌は書いた。
抑圧的な体制は、情報と対話へのアクセスを制限するから、民主的な政府はインターネットへのアクセスを保証するよう働くべきである、そして普遍的な人権を尊重するネットワーク利用を確実にする一般原則を受け入れるべきである、とバチカンによるイエスズ会の雑誌の出版前のリビューの、La Civilta Cattolicaで或る社説が書いた。
「オフラインで法律が何を認可するかもしくは禁止するかはオンラインの場合でもあてはまるに違いない」、と11月17日発売の社説で書いた。
検閲されるオンライン素材における「広まった国際的な世論だけが」児童ポルノとサイバーテロを防ぐ、と記事は書いた。

個人が表現の自由を濫用することのために、会社が金融の利得のためにコンピューター利用者を潜在的に搾取することのために、および抑圧的な体制が彼らの市民から情報を遮断することのために、世界はCharter of Human Rights for the Internetを必要とする、ことをそのイエスズ会の雑誌は書いた。
電子フロンティア財団は、MEGAUPLOADの差し押さえ手続きの際、アメリカ合衆国連邦政府が国民はクラウドコンピューティングサービスに保存したデータについて、その財産権を失うとの見解を示したことについて、米政府を批判した。

## 国連特別報告者の勧告
国際連合総会の人権理事会2011年5月の報告のなかで、インターネット・アクセスの問題におけるものを含む事柄の幾つかを含む、意見と表現の自由についての権利の促進と保護に関する88の勧告が特別報告者によってなされた。

67. 他のいかなる媒体とも異なった、インターネットは国境を越えて即座に費用を要せずにすべての種類の情報と思考を検索、受信並びに送信することを個人に可能にする。個人が彼らの意見と表現の自由の権利を享受する許容性の莫大な拡大によって、その他の人権の「権能を与えるもの」である、インターネットは経済的、社会的並びに政治的発展を後押しする、そしてひとつの全体として人類の進歩に寄与する。この関心において、特別報告者はその他の特別手続きの使命を受ける者たち（英: Special Procedure mandate holders）が彼らの特別な使命への尊重をもったインターネットの問題において従事されるよう支援する。
78. インターネットにおける特別な内容への利用者のアクセスのブロックやフィルタリングをする規制が否定するときに、国家は全くインターネットのアクセスを遮断するような規制をも有する。特別報告者は、釣り合わなくなりそしてこのような、Internatinal Covenat on Civil and Political Rightsの第3節19条の違反の、知的な性質の権利の違反の基礎において含む、正当化の供給が伴わないことの、インターネット・アクセスからの利用者たちの遮断と考える。
79. 特別報告者はすべての国家がインターネット・アクセスを政治的動乱の時を含む、すべての時において維持することを確実にするよう求める。
85. インターネットが人権の範囲の実現、不平等の駆逐、並びに開発の促進と人類の進歩のための不可欠のツールとなったことを考慮すると、インターネットへの普遍的なアクセスを確実にすることはすべての国家にとって優先となるべきだろう。社会のすべての部分にとってアクセスし易く生み出し易い、インターネットが広く活用できるようにする、民間セクターと政府の省庁と関連のあるものを含む、社会のすべての分野からの個人によるコンサルテーションにおいて、各々の国家は堅固で効果的な政策をこうして開発するべきだろう。

これらの勧告は、インターネット・アクセスそのものがひとつの基本的な人権であるか、もしくはそうなるであろうとの提案を導いた。